# Bergschuh

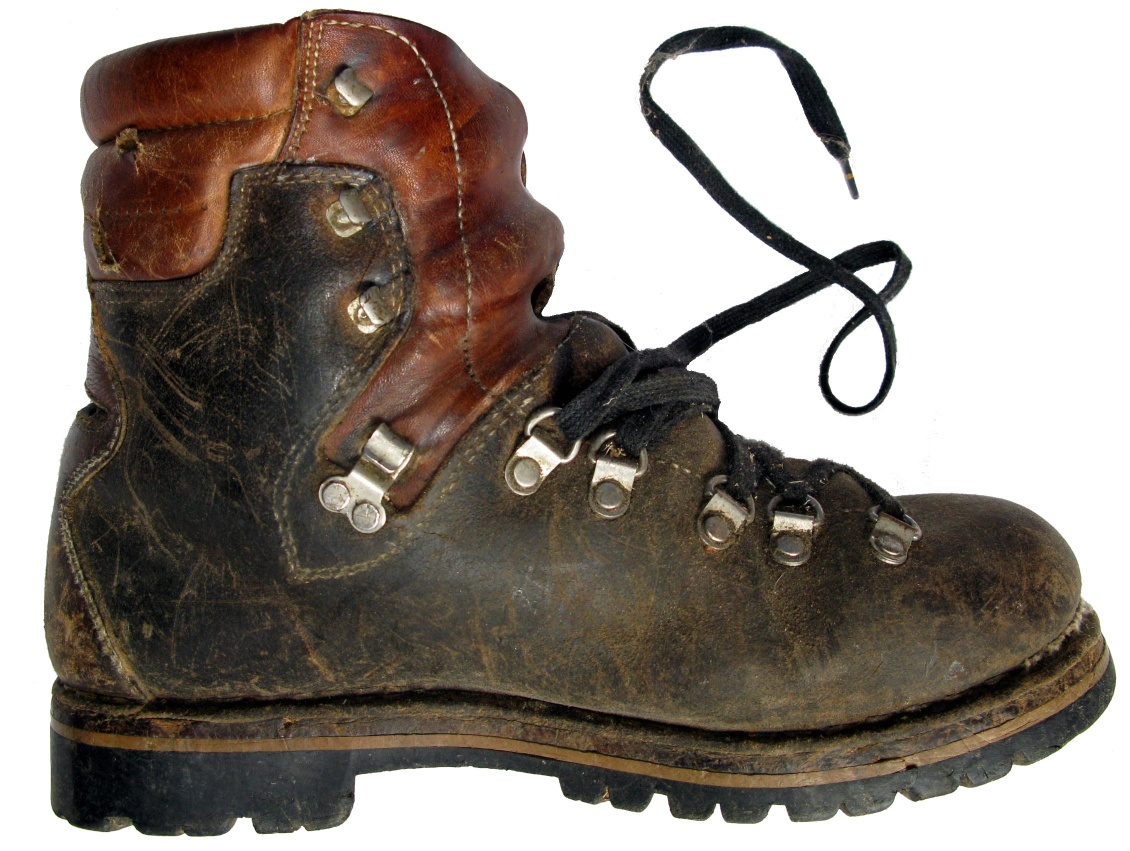
Bergschuh aus Leder mit zwiegenähter Sohle

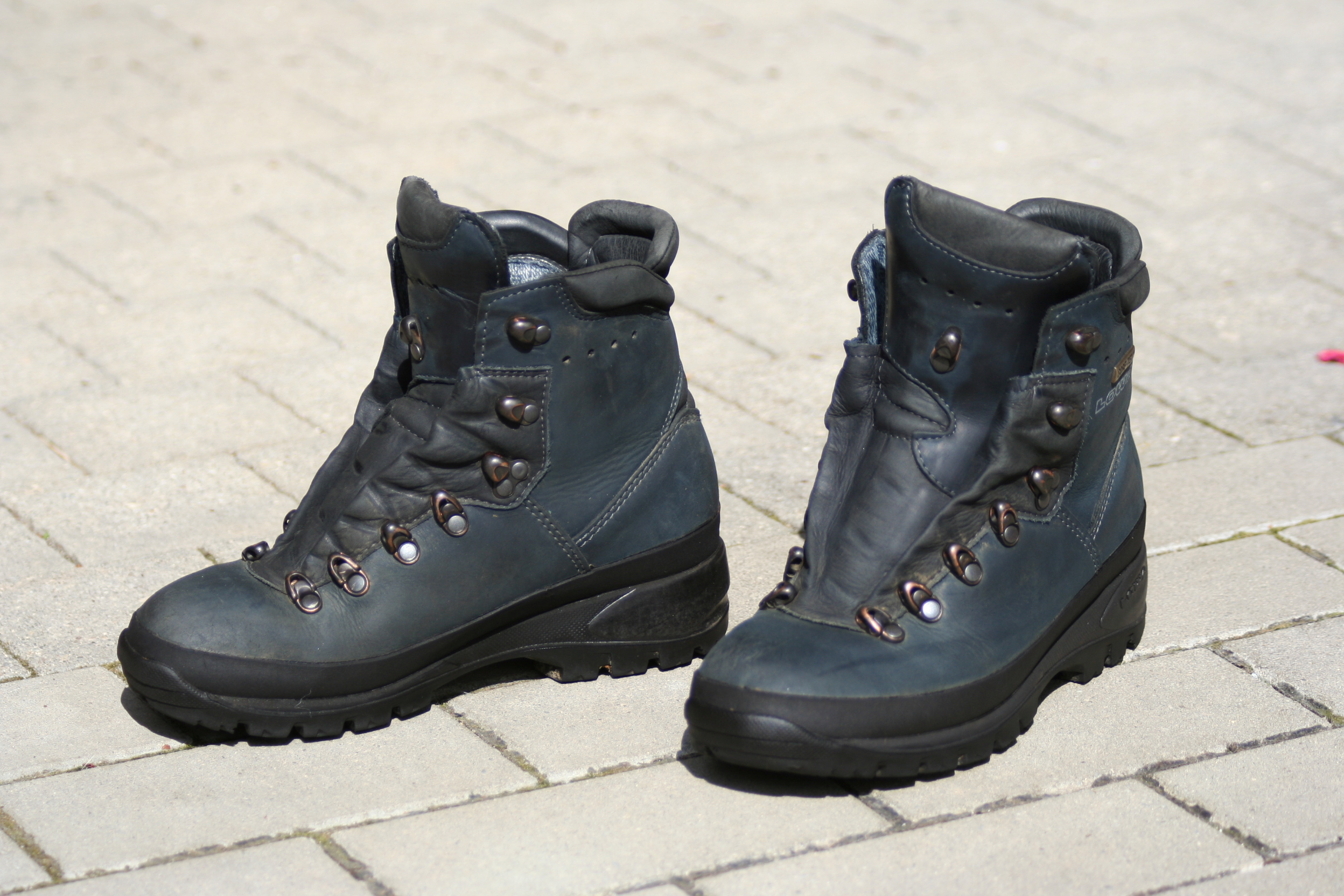
Bergschuhe mit angeklebtem Wetterschutzrand

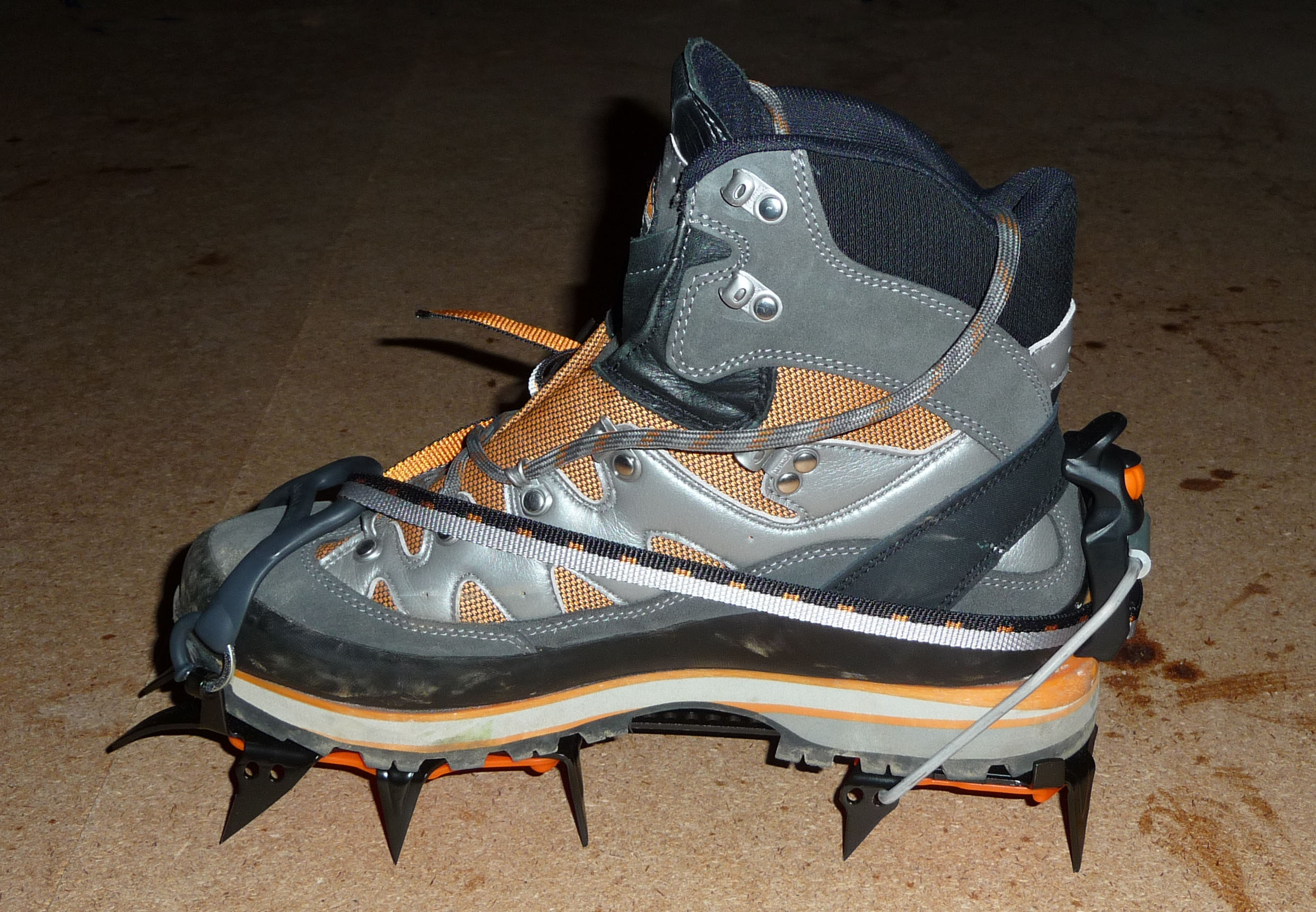
Moderner bedingt steigeisenfester Bergstiefel mit Steigeisen mit kombinierter Bindung (Fersenkipphebel, vorne Riemen)

Bergschuh (auch Bergstiefel) ist ein Schuh zum Bergsteigen.

## Beschreibung
Der Bergschuh ist ein spezieller Schuh für den alpinen Einsatz wie zum Bergsteigen, für Hochtouren oder zur Fortbewegung in weglosem Gelände, Steige, Fels, Geröll, Eis und Schnee. Er zeichnet sich durch hohe Sohlensteifigkeit, Wasserdichtheit, rutschfestes Profil und Robustheit aus. Der Schaft von Bergschuhen verläuft bis über den Knöchel, er ist fester und schwerer als der Wanderschuh. Trekkingstiefel verfügen hingegen über eine weichere Sohle und eine entsprechend bessere Dämpfung.
Die steife Sohle bewährt sich außerdem beim Tragen von schwerem Gepäck und ist beim Tragen von Steigeisen Bedingung, da diese sonst von den Schuhen rutschen. Reine Hochgebirgsstiefel haben keine nennenswerte Verwindung der Sohle, was im Hochgebirge nützlich ist, aber beim Auf- und Abstieg oder beim Wandern behindert, da der Schuh nicht abrollt und im Gehverhalten an einen Skistiefel erinnert.

## Steigeisentauglichkeit
Eine wichtige Unterscheidungsmöglichkeit ist die Eignung zum Tragen von Steigeisen. Deshalb unterscheidet man Bergstiefel in nicht, bedingt und (voll) steigeisenfest.
- Nicht steigeisenfeste Schuhe eignen sich nicht zum Tragen von Steigeisen.
- Bedingt steigeisenfeste Schuhe ermöglichen das Tragen von Leichtsteigeisen und mit Riemenbindung.
- Voll steigeisenfeste Schuhe haben mehrheitlich fest am Schuh angebrachte Haltepunkte für Hebelbindungen, vergleichbar mit Skibindungen. Zu diesem Schuhtyp gehört auch der hochalpine Schalenschuh, der – ähnlich einem heute üblichen Skischuh – einen hartschaligen Außenschuh hat. Auch die meisten, sehr ähnlich konstruierten Tourenskischuhe sind voll steigeisentauglich.